# Metatypie
Metatypie ist eine Art morphosyntaktischer und semantischer Sprachwandel, die durch Sprachkontakt zwischen mehrsprachigen Sprechern zustande kommt. Der Begriff wurde vom Linguisten Malcolm Ross geprägt.

## Beschreibung
Ross gibt folgende Definition:

“[Metatypy is a] change in morphosyntactic type and grammatical organisation [and also semantic patterns] which a language undergoes as a result of its speakers’ bilingualism in another language. This change is driven by grammatical calquing, i.e. the copying of constructional meanings from the modified language and the innovation of new structures using inherited material to express them. A concomitant of this reorganisation of grammatical constructions is often the reorganisation or creation of paradigms of grammatical functors.... Usually, the language undergoing metatypy (the modified language) is emblematic of its speakers’ identity, whilst the language which provides the metatypic model is an inter-community language. Speakers of the modified language form a sufficiently tightknit community to be well aware of their separate identity and of their language as a marker of that identity, but some bilingual speakers, at least, use the inter-community language so extensively that they are more at home in it than in the emblematic language of the community.”

Ross (2002) identifiziert die folgenden metatypischen Veränderungen:
1. "Neuorganisation der semantischen Muster und Ausdrucksweisen der Sprache"
2. Umstrukturierung der Syntax, die Muster der Morpheme werden zu
  - (i) Sätzen und Teilsätzen,
  - (ii) Phrasen,
  - (iii) Wörter

Ross stellt fest, dass die semantische Reorganisation vor der syntaktischen Umstrukturierung stattfindet. Die syntaktischen Änderungen erfolgen in der Reihenfolge (i) (Teil-)Satz, (ii) Phrase und (iii) Wörter.
Hier sind einige Sprachen, die einer Metatypisierung unterzogen wurden:
| Geänderte Sprache                      | Intergemeinschaftliche Sprache |
| -------------------------------------- | ------------------------------ |
| Takia (Ozeanien)                       | Waskia (Trans–Neuguinea)       |
| Anêm (Ost-Papua)                       | Lusi (Ozeanien)                |
| Arvanitic (Albanisch, Indo-Europäisch) | Griechisch (Indo-Europäisch)   |
| Mischung des Baskischen                | Gascon (Italisch)              |
| Phan Rang Cham (Malayo-Polynesien)     | Vietnamesisch (Vietisch)       |
| Asia Minor Greek (Indo-Europäisch)     | Türkisch                       |
| Ilwana (Benien–Kongo)                  | Orma (Kuschitisch)             |
| Kupwar-Kannada (Dravidisch)            | Kupwar-Marathi (Indo-Iranisch) |
| Tariana (Maipureanisch)                | Tucanoanische Sprache          |
| Kupwar-Urdu (Indo-Iranisch)            | Kupwar-Marathi (Indo-Iranisch) |

## Beispiel
Das von Ross (1999) angeführte Beispiel ist die „Papuanisierung“ des Takia (aus der ozeanischen Sprachfamilie, westlicher Zweig) aufgrund des Einflusses der benachbarten Waskia (aus der Madang-Sprachfamilie, Trans–Neuguinea). In Ross‘ Terminologie ist Takia die modifizierte Sprache und Waskia die Sprache zwischen den Gemeinschaften. Waskia scheint jedoch nicht wesentlich von Takia beeinflusst worden zu sein. Beide Sprachen werden auf der Insel Karkar gesprochen.
Das Endergebnis der metatypischen Änderung ist, dass Takia normalerweise eine wortwörtliche Waskia-Übersetzung wie die folgende hat:
| Übersetzung: | "Der Mann schlägt mich." | "Der Mann schlägt mich." | "Der Mann schlägt mich." | "Der Mann schlägt mich." |
| Takia:       | tamol                    | an                       | ŋai                      | i-fun-ag=da              |
|              | man                      | DET                      | me                       | he-hit-me=IMP            |
| Waskia:      | kadi                     | mu                       | aga                      | umo-so                   |
|              | man                      | DET                      | me                       | hit-PRES.he              |

Die Kombination syntaktischer und semantischer Strukturen macht diese Wort-für-Wort-Übersetzung möglich. Einige der grammatikalischen Änderungen, die Takia vorgenommen hat, sind die folgenden:
| Metatypische Veränderung        | Frühes Westozeanisches                      |   | Papuanisiertes Takia                         |
| ------------------------------- | ------------------------------------------- | - | -------------------------------------------- |
| Wortstellung:                   | SVO                                         | → | SOV                                          |
| nicht-deiktischer Determinator: | Substantiv geht dem Kopf voran              | → | Substantiv folgt dem Kopf                    |
| attributives Substantiv:        | Substantiv geht dem Kopf voran              | → | Substantiv folgt dem Kopf                    |
| verbundene Nominalphrase:       | Nominalphrase + Konjunktion + Nominalphrase | → | Nominalphrase + Nominalphrase + Postposition |
| Adposition:                     | Präposition                                 | → | Postposition                                 |

Die Diffusionsänderungen des Takia betreffen nur die Metatypie: Das Takia hat seine Phonologie nicht verändert und enthält praktisch keine aus dem Waskia entlehnten Lehnwörter.